# Willian Pacho
Willian Joel Pacho Tenorio (sinh ngày 16 tháng 10 năm 2001) là một cầu thủ bóng đá chuyên nghiệp người Ecuador hiện đang thi đấu ở vị trí trung vệ cho câu lạc bộ Ligue 1 Paris Saint-Germain và đội tuyển bóng đá quốc gia Ecuador.